# Schloss Woppenhof

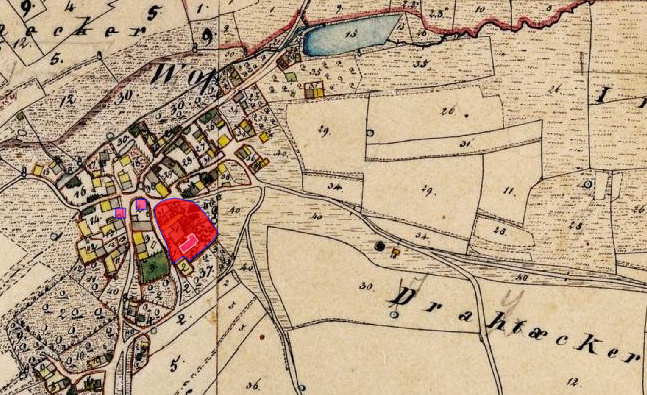
Lageplan von Schloss Woppenhof auf dem Urkataster von Bayern

Das Schloss Woppenhof  ist ein abgegangenes Schloss in Woppenhof, einem Gemeindeteil des oberpfälzischen Marktes Wernberg-Köblitz im Landkreis Schwandorf. „Archäologische Befunde im Bereich der Kath. Kirche St. Johannes Baptist in Woppenhof, darunter die Spuren von Vorgängerbauten bzw. älteren Bauphasen sowie des abgegangenen Schlosses“ werden als Bodendenkmal unter der Aktennummer D-3-6439-0068 geführt.

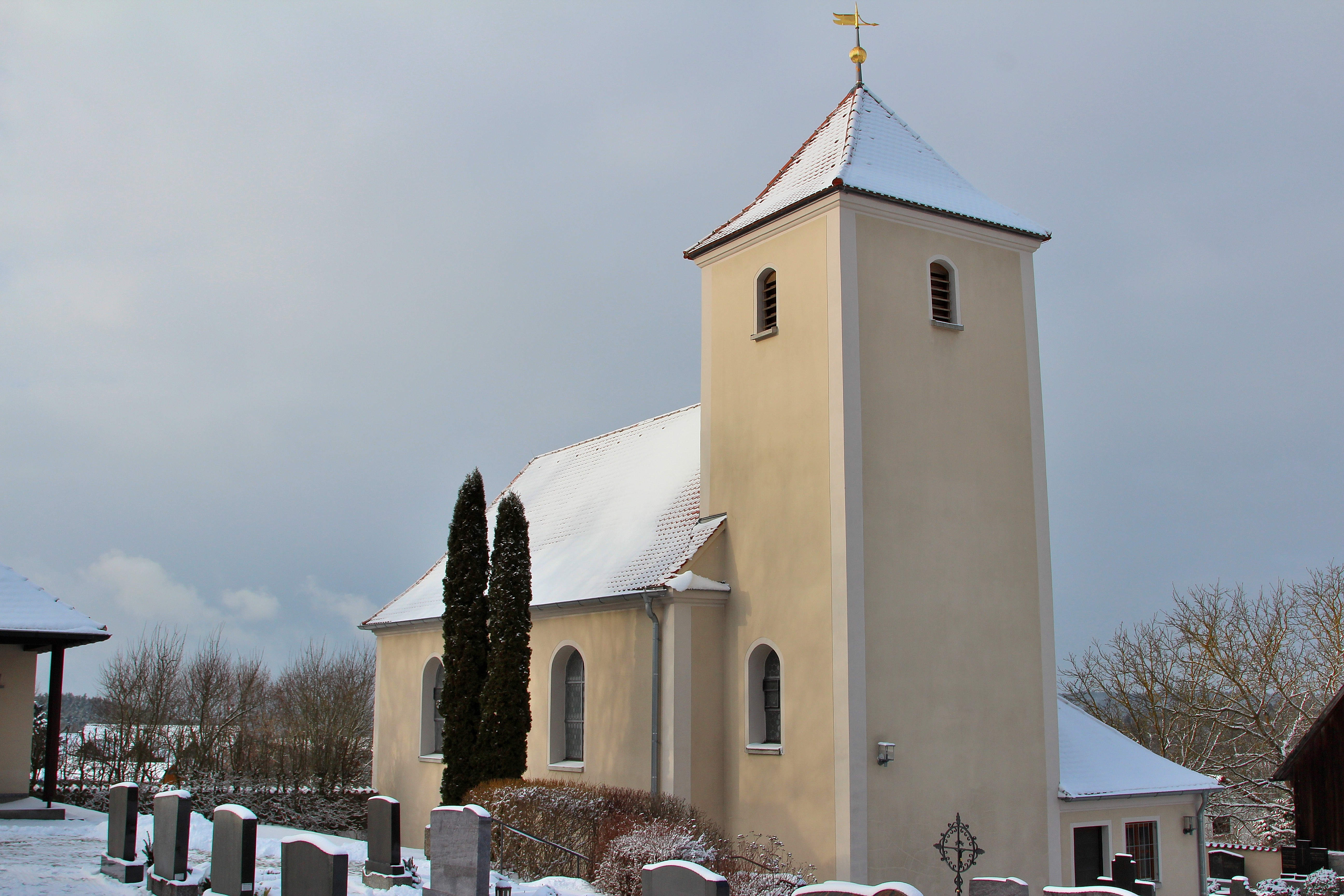
Filialkirche St. Johannes Baptist von Woppenhof (2016)

## Baulichkeit
Das Schloss lag in dem Dreieck Johannesstraße, Brauhausstraße und Preppacher Straße bei der Filialkirche St. Johann Baptist. Durch schwere Brände wurde der Ort mit Kirche und Schloss wiederholt zerstört. Oberirdisch ist von dem Schloss nichts mehr erhalten. 

## Geschichte
Woppenhof reicht in seiner Geschichte bis in das 11. Jahrhundert zurück. Die ersten hier genannten Adeligen war 1225 ein Heinrich von Losau und ein Eberhard von Losau, beides ortenburgische Ministeriale aus dem Geschlecht der Waldthurner-Waldauer.
Aus dem ersten Leuchtenbergischen Lehensbuch von 1395 geht hervor, dass zum Ende des 14. Jahrhunderts die Landgrafen von Leuchtenberg die Landesherren von Woppenhof (auch Poppenhof oder Boppenhofgenannt) waren. Eine Vielzahl von Hofmarksherren übten vom 14. bis 19. Jahrhundert hier die Niedergerichtsbarkeit aus. Als letzter Hofmarksherr verstarb am 21. September 1836 der Besitzer Karl Franz Freiherr von Murach ohne Nachkommen. Das Lehen fiel danach an das Königreich Bayern zurück.